# Лес Фердінанд
Лес Фердінанд (англ. Les Ferdinand, нар. 8 грудня 1966, Лондон) — колишній англійський футболіст, нападник. Двоюрідний брат футболістів Ріо та Ентона Фердінандів.
Лес Фердинанд є одним з найкращих бомбардирів Прем'єр-ліги Англії усіх часів з 149 голами.

## Клубна кар'єра
Вихованець юнацьких команд футбольних клубів «Саутголл» та «Гейз».
У дорослому футболі дебютував 1986 року виступами за «Гейз», в якому провів один сезон, взявши участь в 33 матчах чемпіонату.
1987 року Лес перейшов у «Квінс Парк Рейнджерс», проте пробитися в основу не зміг і наступні  два сезони провів на правах оренди в клубах «Брентфорд» та «Бешикташ».
Влітку 1989 року Фердінанд повернувся до «Квінс Парк Рейнджерс». Цього разу йому вдалося здобути місце в стартовому складі команди. Він відіграв за лондонську команду наступні шість сезонів своєї ігрової кар'єри. Більшість часу, проведеного у складі «Квінс Парк Рейнджерс», був основним гравцем атакувальної ланки команди. У складі «Квінс Парк Рейнджерс» був одним з головних бомбардирів команди, маючи середню результативність на рівні 0,49 голу за гру першості.
Протягом 1995—1997 років захищав кольори клубу «Ньюкасл Юнайтед».
1997 року уклав контракт з клубом «Тоттенхем Хотспур», у складі якого провів наступні шість років своєї кар'єри гравця. За цей час виборов титул володаря Кубка англійської ліги.
Починаючи з 2003 року захищав кольори низки клубів, проте в жодному з них не ставав гравцем основи.
Завершив професійну ігрову кар'єру за кілька місяців до свого сорокаріччя у клубі «Вотфорд», до складу якого входив протягом 2005—2006 років, але так і не провів жодного матчу.

## Виступи за збірну
1993 року дебютував в офіційних матчах у складі національної збірної Англії. Протягом кар'єри у національній команді, яка тривала 6 років, провів у формі головної команди країни 17 матчів, забивши 5 голів.
У складі збірної був учасником чемпіонату Європи 1996 року в Англії, на якому команда здобула бронзові нагороди та чемпіонату світу 1998 року у Франції.

## Подальше життя
4 лютого 2015 року був призначений директором з футболу «Квінс Парк Рейнджерс». Пізніше того ж року був одним з виконувачів обов'язки головного тренера команди цього клубу.

## Титули і досягнення

### Командні
- Володар Кубка Туреччини (1):

«Бешікташ»: 1998-99
- Володар Суперкубка Туреччини (1):

«Бешікташ»: 1999
- Володар Кубка Футбольної ліги (1):

«Тоттенгем Готспур»: 1998-99

### Особисті
- Гравець року в Англії: 1996